# Краљевска бутанска армија
Краљевска бутанска армија је огранак оружаних снага Краљевине Бутан. Одговорни су за очување суверенитета и територијалног интегритета земље. Врховни командант војске је краљ Бутана. Главни оперативац војске је генерал-мајор (Goonglon Wogma) Бату Черинг.
Део краљевске бутанске армије чине и краљеви телохранитељи, елитни део оружаних снага одговорних за безбедност краља, краљевске породице и других важних личности у држави.
Обичај је, али не и обавеза да из сваке породице бар један син служи у војсци. У ванредним ситуацијама и Краљевска полиција Бутана помаже војсци у одржавању реда и закона.

## Историја
Уз интензивну подршку Индије, Краљевска бутанска армија је формирана педесетих година двадесетог века као одговор на то што је 1951. године након краћег оружаног сукоба Тибет припојен новоуспостављеној Народној Републици Кини, а претходна тибетанска власт формално укинута 1959. године. Године 1958, краљевска влада је изнела планове за формирање регуларне војске од 2500 војника. Индијска влада је такође у више наврата вршила притисак на Бутан да оконча своју неутралност или изолационистичку политику и прихвати индијску економску и војну помоћ. Разлог је тај што је Индија сматрала Бутан један од својих најугроженијих сектора у свом стратешком систему одбране у вези са Кином. Када је Бутан пристао, индијски војска је постала одговорна за обуку и опремање краљевске војске Бутана. До 1968. године, Краљевска бутанска армија се састојала од 4.850 војника, а 1990. године је имала 6.000 људи. Након повећања броја војника на 9.000 због операције „Све чисто“, 2008. године се њен број смањио на 8.000 војника.

## Операција све чисто
Током деведесетих година двадесетог века, индијске сепаратистичке групе Уједињени ослободилачки гронт Асом (УЛФА), Национални демократски фронт Бодоланда (НДФБ) и Ослободилачка организација Камптапур (КЛО) почеле су да постављају логоре у густим џунглама у јужном Бутану. У њима су обучавани терористи за нападе у Индији. Влада Бутана је већ 1996. године била свесна да су они присутни на њеној територији и редовно се расправљало о томе у Народној скупштини. Влада Индије је почела да врши дипломатски притисак на краљевску владу да уништи логоре и предлагала је заједничку акцију. Влада је желела да мирно реши ову ситуацију и почела је преговоре 1998. године. До децембра 2003. године, преговори нису успели да произведу било какав договор и краљевске влада више није желела њихово присуство и издала је 13. децембра 48-часовни ултиматум. Дана 15. децембра краљевска бутанска армија је почела војне операције против милитантних група.
Под вођством његовог величанства, краља Џигме Дорџи Вангчука, војска и полиција са 6.000 људи, напала је око 3.000 терориста који су се налазили у 30 логора. До 27. децембра 2003. године, свих 30 логора било је уништено. Војска Бутана је запленила више од 500 АК 47/56 аутомастске пушке и 500 других оружја, укључујући ракетне бацаче и минобацаче, заједно са више од 100.000 комада муниције. Такође је заплељено и оружје противваздухопловне одбране.
До 3. јануара 2004. свих 30 терористичких логора и додатних 35 осматрачница су уништени, а терористи протерани. Убијено је или заробљено око 485 терориста. Заробљени терористи су предати влади Индије. Бутанци су имали 11 убијених и 35 рањених војника.

## Звања
| џонгка језик   | српски језик        |
| -------------- | ------------------- |
| Goongjey       | Фелдмаршал          |
| Maksi Goong    | Генерал             |
| Goonglon       | Генерал-потпуковник |
| Goonglon Wogma | Генерал-мајор       |
| Dozin Wangpon  | Бригадни генерал    |
| Maksi Gom      | Пуковник            |
| Maksi Wom      | Потпуковник         |
| Lingpon        | Мајор               |
| Chipon         | Капетан             |
| Deda Gom       | Поручник            |
| Deda Wom       | Потпоручник         |
| Dimpon Gom     | Водник прве класе   |
| Dimpon Wom     | Млађи водник-мајор  |
| Pelpon         | Млађи водник        |
| Peljab         | Десетар             |
| Gopa           | Разводник           |
| Chyuma         | Редов               |

## Наоружање

### Пиштољи
- Browning Hi-Power

### Пушке
- AK-101
- AK-104
- ИНСАС
- / FN FAL (RFI SLR)
- Heckler & Koch G3
- Heckler & Koch 416
- SR-88

### Пешадијско наоружање
- Ultimax 100
- Various 80mm mortars

### Оклопна возила
- БТР-60
- Махиндра оклопно возило

### Авијација
- Ми-8 - 2[16]